# Igé (Saona i Loara)
Igé – miejscowość i gmina we Francji, w regionie Burgundia-Franche-Comté, w departamencie Saona i Loara.
Według danych na rok 1990 gminę zamieszkiwało 729 osób, a gęstość zaludnienia wynosiła 50 osób/km² (wśród 2044 gmin Burgundii Igé plasuje się na 327. miejscu pod względem liczby ludności, natomiast pod względem powierzchni na miejscu 665.).